# Otrhonia
Otrhonia — вимерлий рід нотоунгулят, що належав до родини Notostylopidae. Він жив під час пізнього еоцену, а його останки були виявлені в Південній Америці.

## Опис
Ця тварина була розміром приблизно з сучасного єнота, а її довжина могла становити близько 60–70 сантиметрів без урахування хвоста. Довжина черепа була 14–15 сантиметрів, а вага тварини могла бути близько 10 кілограмів. Отргонія мала міцний квадратний череп із спеціальними зубами. Як і в деяких його родичів, таких як Notostylops, між передніми зубами і премолярами була помітна діастема. У Otrhonia ця діастема була більш подовженою, ніж в інших родів, а коронка молярів була вищою (гіпсодонт). Перша пара верхніх різців була досить великою і спрямована вниз.

## Палеоекологія
Отргонія була наземною твариною, яка харчувалася листям і плодами. У сучасній Південній Америці немає жодної тварини з такими ж зубами, але вони дещо схожі на зуби австралійської коали, деревної тварини.

## Класифікація
Otrhonia muehlbergi була вперше описана в 1901 році Сантьяго Ротом на основі скам'янілостей, знайдених в Аргентині біля Лаго Мустерс (звідси її назва, що походить від місцевої назви озера Отрон), на місцевості, що датується еоценом.
Otrhonia був нотостилопідом, групою нотоунгулятів з цікавою сумішшю основних і похідних характеристик. Отргонія, можливо, була однією з більш спеціалізованих форм родини, а також є однією з останніх відомих форм із неї.